# Lekande björnar

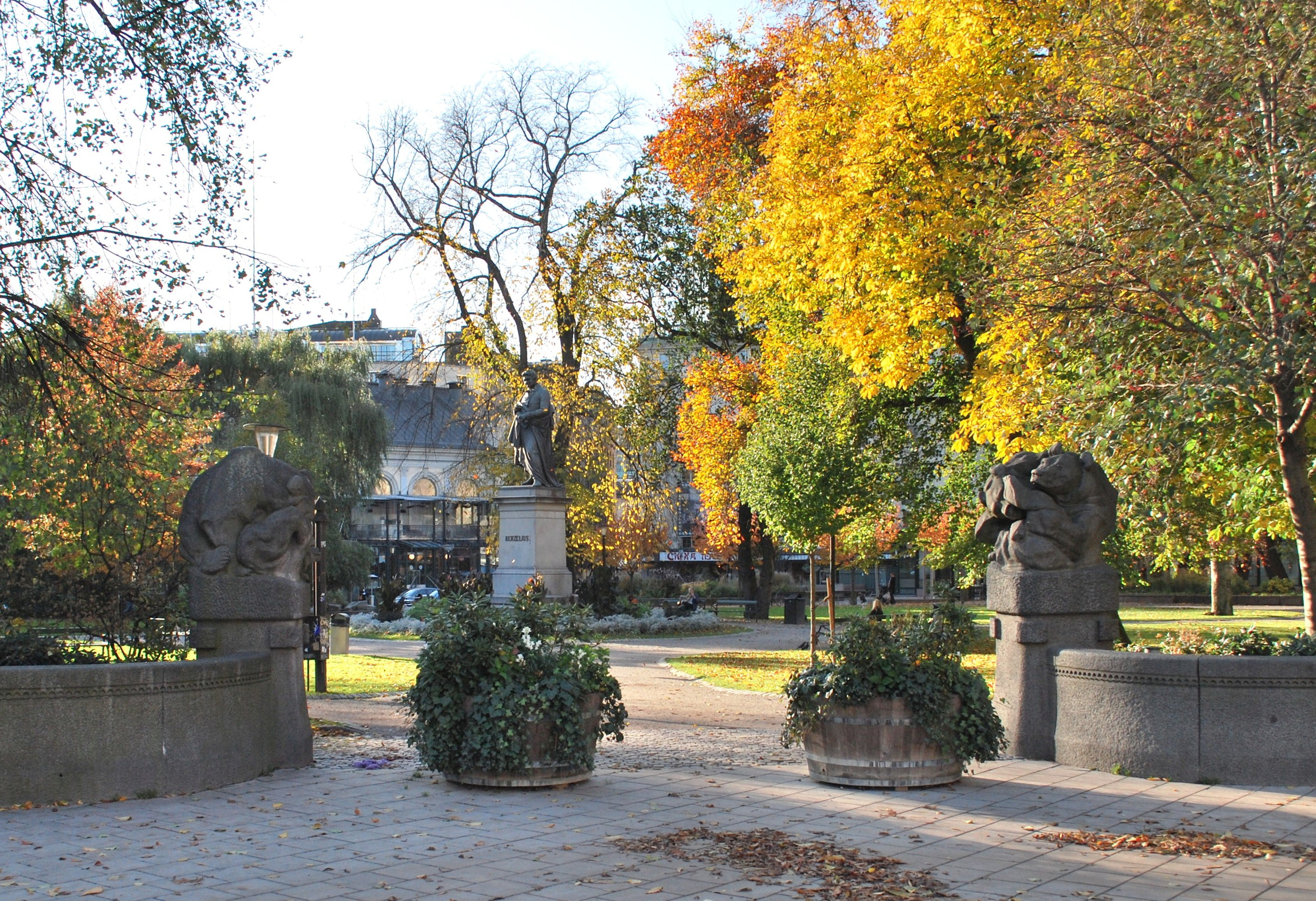
Berzelii parks entré med skulpturgruppen, 2008.

Lekande björnar kallas två skulpturgrupper skapade av Carl Milles vilka sedan 1909 finns som grindstolpar i Berzelii park i Stockholm.

## Bakgrund
Björnarna formgavs av Milles efter modellstudier i djurparken Jardin des Plantes i Paris. I ett brev till sin blivande hustru Olga skrev han 1903 att han fick "god kontakt" med björnarna, men en av dem blev ilsken när han vände ryggen mot järnstängslet och Milles försökte klia honom. Milles besökte Jardin des Plantes flera gånger och hans studier resulterade i många djurskulpturer. Hans första modell var en stor bisonoxe, sedan var det framför allt elefanter och björnar han kom att gestalta. Vid den tiden övergick Milles till en tyngre skulptural stil, påverkad av tyska skulptörer och bildhuggare vilka företrädde den så kallade Münchenskolan vars ideal kännetecknades av rena och fasta former.

## Skulpturgruppen
År 1906 fick Milles beställningen på konstnärlig utsmyckning för huvudentrén till Berzeliipark mot Nybroplan. Arrangemanget består av två låga, böjda murar i granit med en björngrupp ytterst på varje mur. Den södra gruppen gestaltar en björnmamma som slickar sin på rygg liggande unge, den norra visar två jämnstora björnungar som leker, hoprullade till ett enda knyte. Dessutom smyckas muren av en bäver och två uttrar, även de formgivna av Milles.
Milles valde att utföra skulpturgruppen i granit vilket var ett vanligt material i byggsammanhang dock inte för skulpturer där man helst använde vit marmor.  Men här passade den tunga och hårda stenen bra som utgångsmaterial för en kraftfull björnskulptur. Till sin hjälp att bearbeta den hårda stenen hade Milles sten- och bildhuggaren ingenjör E. Hebbel på Aktiebolaget Västkustgranit. Verket skulle vara underordnat den omgivande arkitekturen och parkplaneringen. I utformningen kan man ana det ursprungliga stenblockets konturer. 
Lekande björnar uppställdes mittemot Dramatiska teatern som invigts 1908. Konstverket avtäcktes den 29 maj 1909 och var det första som beställdes och bekostades av Eva Bonniers donationsfond.

### Bilder

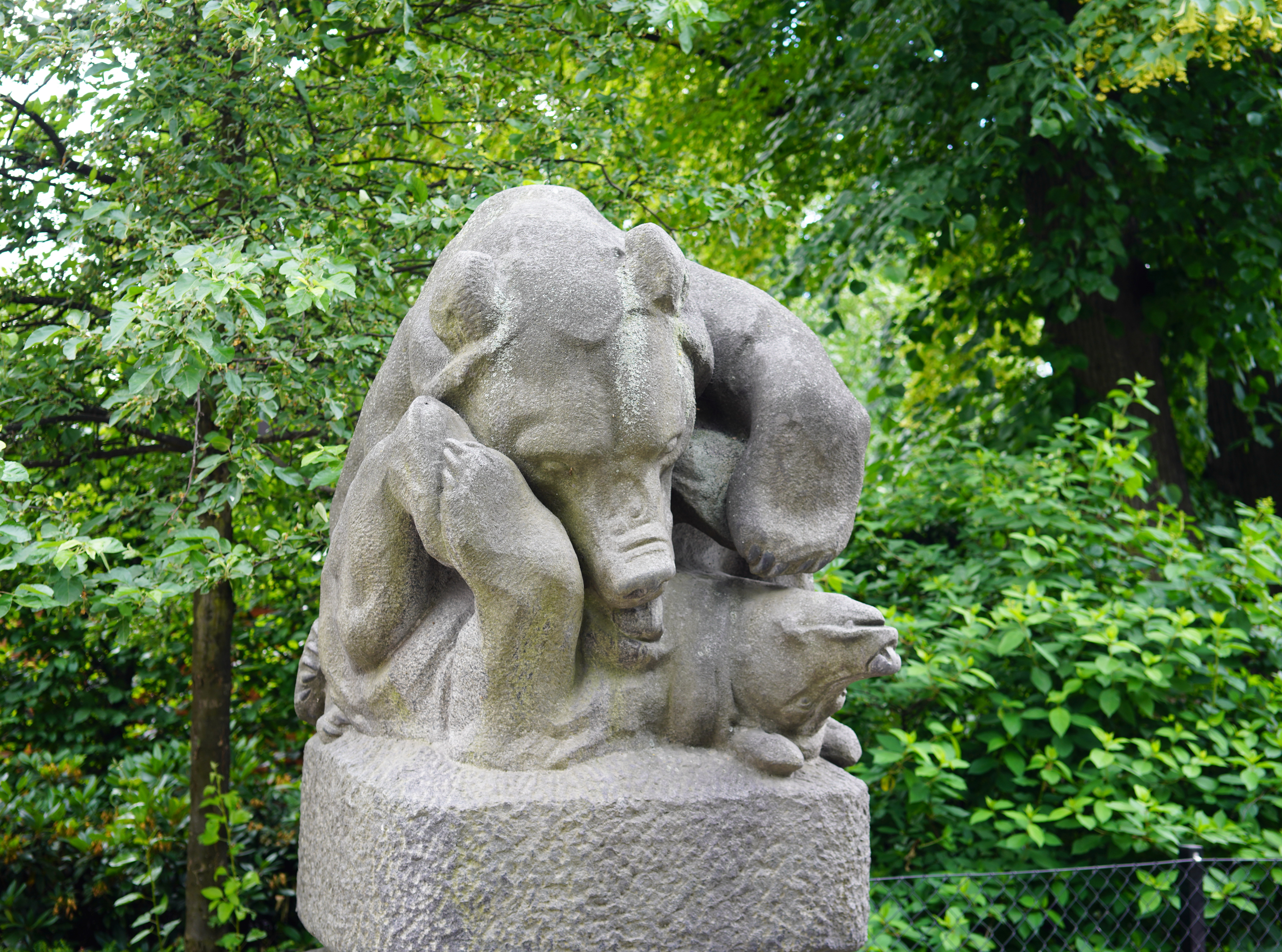
Den södra gruppen.
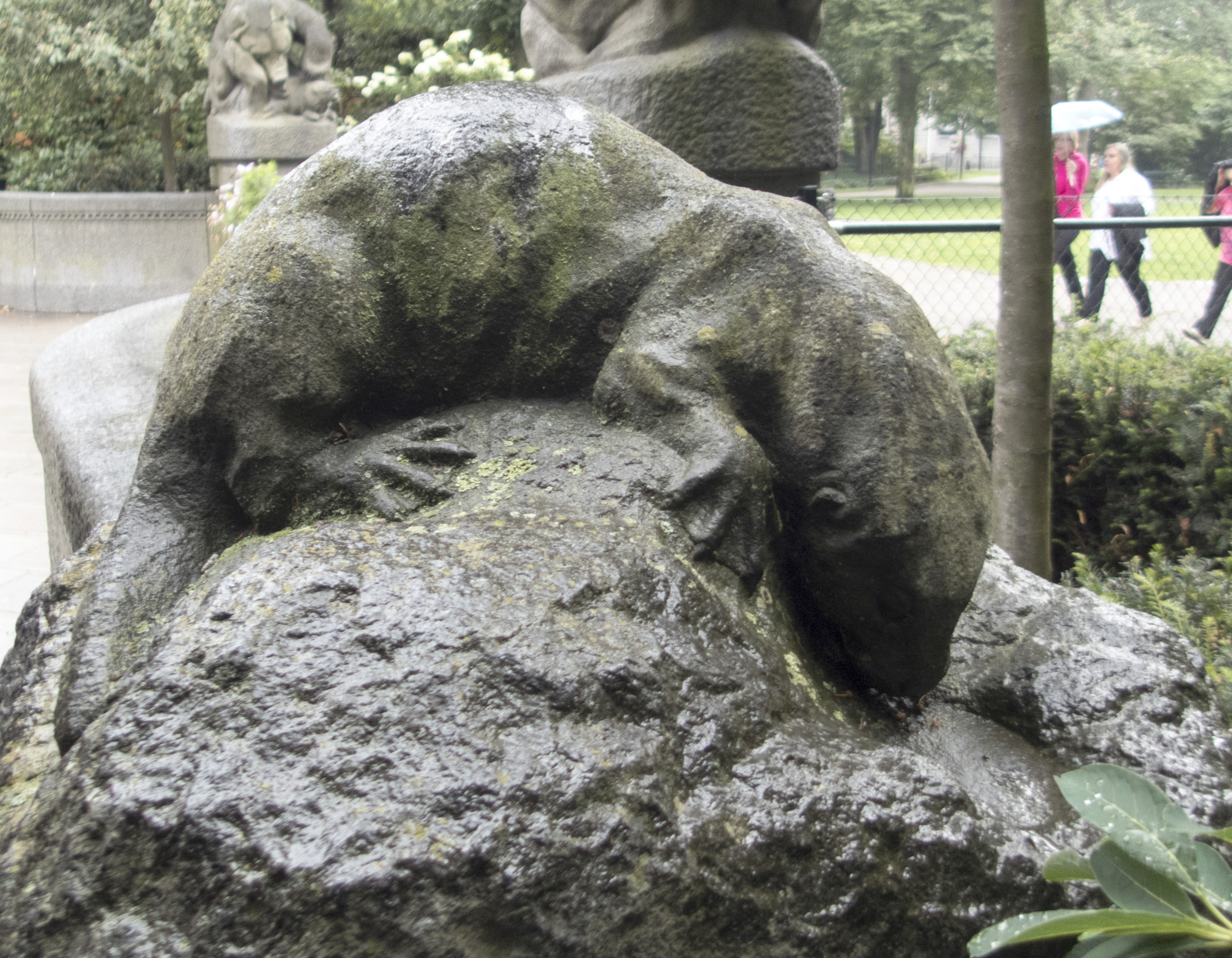
Bävern.
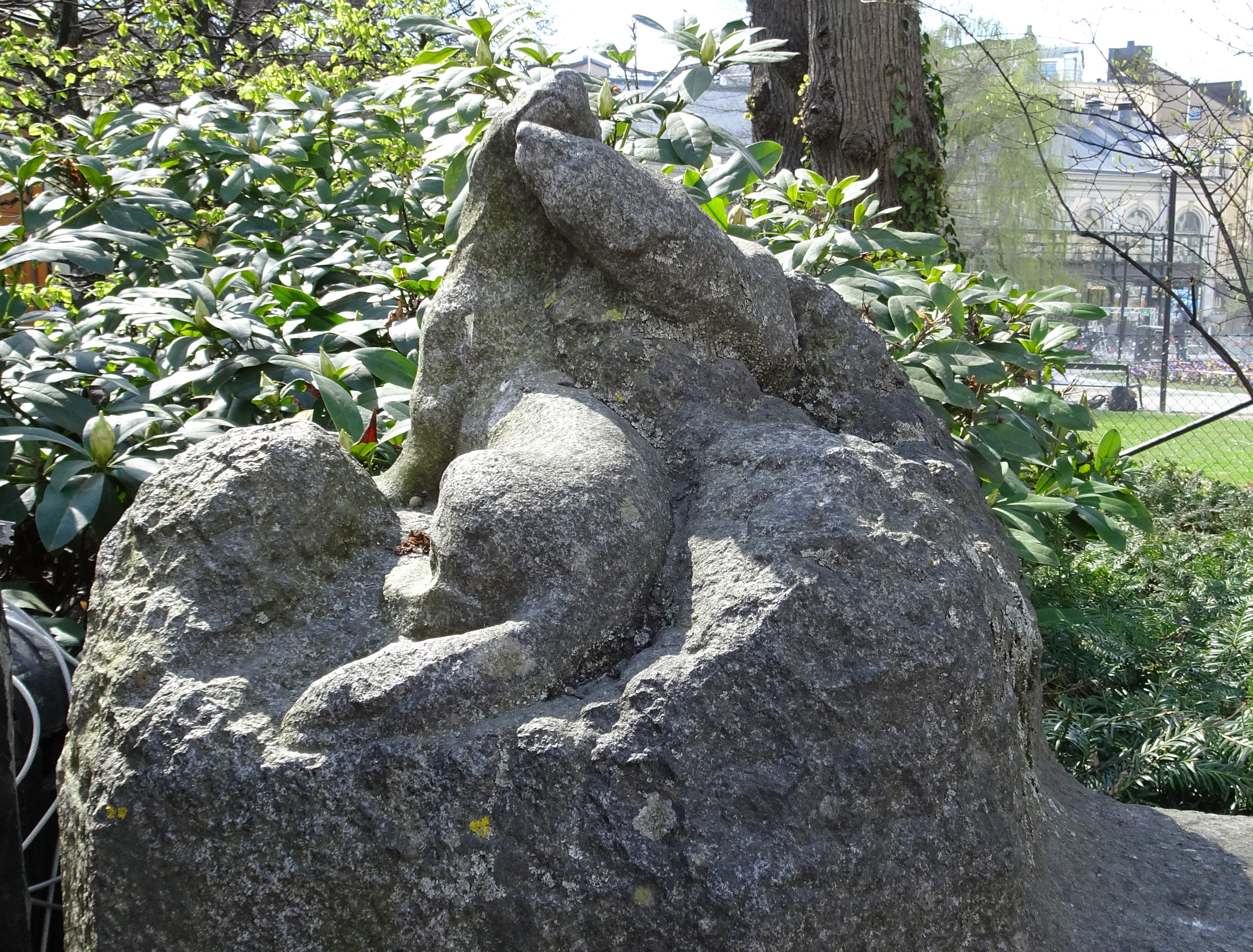
Två uttrar.
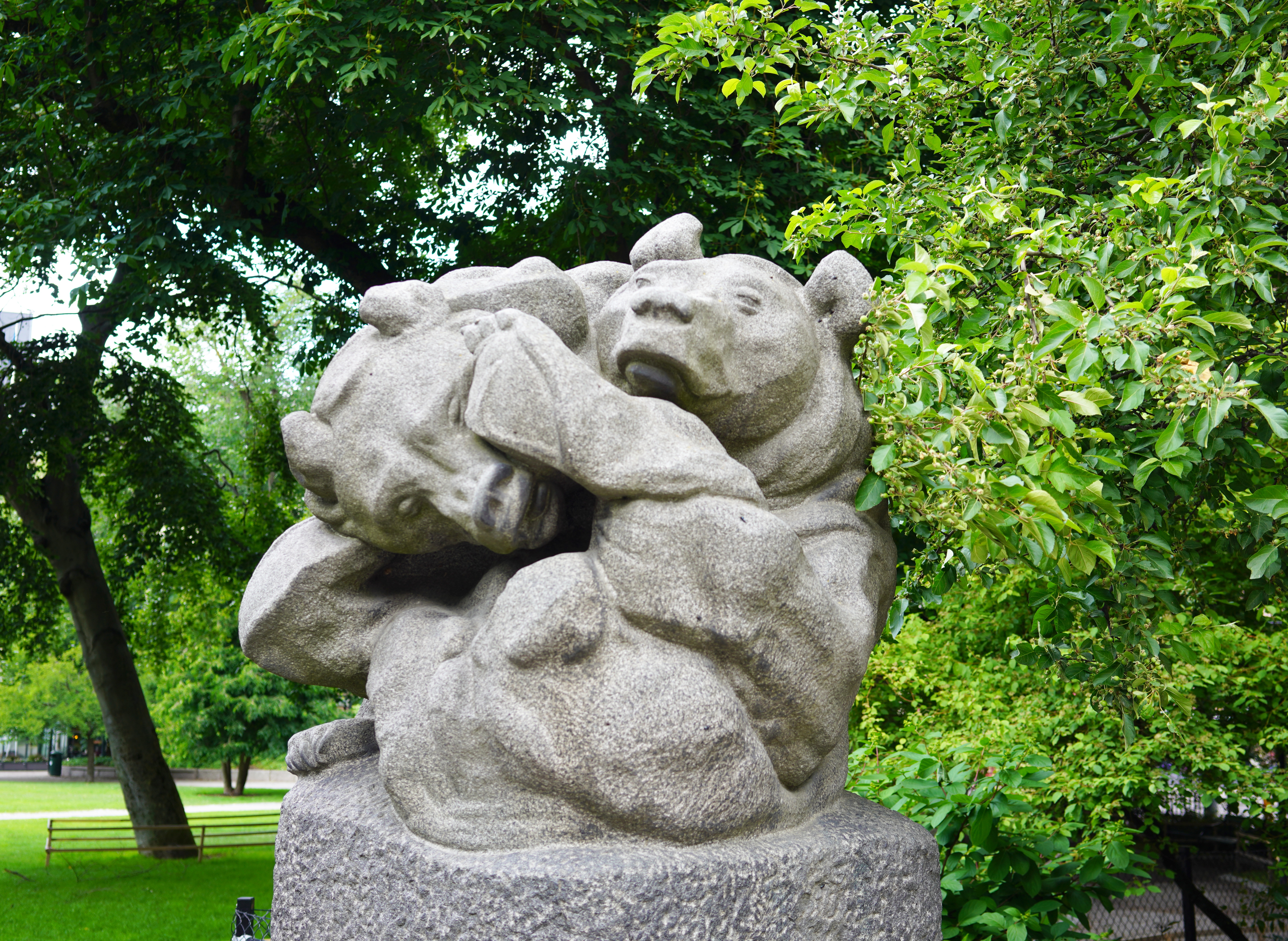
Den norra gruppen.